# So The Echo
So The Echo (екс Plastic Fantastic!)  — київський рок-гурт, що виконує пісні у жанрах поп-панк та транс-кор. Гурт утворився навесні 2010 року у Києві. За 3 роки існування випустили EP «Welcome To Savannah Club» (2010), та альбом «Convicted» (2012). Але великої слави приніс гурту сингл «Someone», перша частина якого вийшла у 2012, до якої було представлено відео. 2013 року вийшла друга частина синглу.

## Склад гурту
- Вокал — Буйницький Євген
- Гітара — Мбайдин Фарид
- Бас — Зінкевич Денис
- Барабани — Кабрера Гранья де Бальтазар Ернест

## Дискографія
- 2010 — Don't Trust Me (кавер 3OH!3)
- 2010 — Welcome To Savannah Club
- 2012 — Convicted
- 2012 — Someone (сингл)

## Відеографія
- 2010 — Superhero's Coming to Your Town (live)
- 2012 — Someone
- 2013 — Stagnated (Lyrics Video)
- 2014 — We Are Not Dead (Lyric Video)